# Buchanania engleriana
Buchanania engleriana là một loài thực vật có hoa trong họ Đào lộn hột. Loài này được Volkens mô tả khoa học đầu tiên năm 1901.